# Dracaenura cincticorpus
Dracaenura cincticorpus là một loài bướm đêm trong họ Crambidae.